# 宮川真美
宮川 真美（みやがわ まさみ、1978年2月3日 - ）は、熊本県を拠点に活動するローカルタレント。熊本県熊本市出身。熊本県立熊本商業高等学校卒業。血液型はO型。タレント活動は、地元熊本県や福岡県が中心。番組出演の他、CM、イベントの司会などもこなす。夫はRKK熊本放送アナウンサーの木村和也。

## 来歴
- 1999年よりTKUテレビ熊本の若者向け情報番組『若っ人ランド』のリポーターとしてデビュー。2002年に若っ人ランドを卒業。

## 人物
- 特技はサックス。電卓1級の資格をはじめ10種類以上の資格を持っている。

## 出演番組
- 週刊山崎くん（RKKテレビ、番組リポーター）
- 行け!くまモン調査隊（熊本朝日放送、番組リポーター）
- 若っ人ランド（テレビ熊本、1999年 - 2002年）
- Qでん百科